# Rhytiphora barnardi
Rhytiphora barnardi là một loài bọ cánh cứng trong họ Cerambycidae.